# Dario Franchitti
Pour les articles homonymes, voir Franchitti.
Dario Franchitti, né le 19 mai 1973 à Bathgate en Écosse (Royaume-Uni), est un pilote automobile britannique d'origine italienne. Pilotant dans les championnats américains depuis 1997, il a notamment remporté à 4 reprises le titre d'IndyCar Series (en 2007, 2009, 2010 et 2011) et à trois reprises les 500 miles d'Indianapolis, en 2007, 2010 et 2012.

## Biographie

### Les débuts
Après 5 années de karting, Dario Franchitti est passé au sport automobile en 1991, dans le championnat de Formule Vauxhall. Puis, en 1994, il accède au championnat britannique de Formule 3 au sein de l'écurie de Paul Stewart. En 1995 il rentre dans le giron de Mercedes-Benz et dispute deux années de suite le championnat DTM, ainsi que le championnat ITC, déclinaison internationale du DTM. Il y remportera deux victoires, au Mugello et à Suzuka.

### Les années CART
En 1997, à la suite de la disparition de l'ITC, il intègre, avec le soutien de Mercedes-Benz, les rangs du championnat CART au sein de l'écurie Hogan Racing. Après une première saison prometteuse (qu'il termine meilleur débutant de l'année) bien que brouillonne, il décide de tourner le dos à Mercedes-Benz pour rejoindre en 1998 l'écurie Green, motorisée par Honda. S'affirmant comme un candidat régulier à la victoire, il termine 3e du championnat en 1998, puis 2e en 1999, à égalité de points avec le pilote colombien Juan Pablo Montoya, perdant le titre à cause de son nombre plus réduit de victoires (3 contre 7 à Montoya).
Au même titre que Montoya, Franchitti fait partie des favoris pour le titre en 2000, mais un gros accident survenu en tout début d'année gâche sa saison. Cette même année, il effectue également un test avec l'écurie de Formule 1 Jaguar Racing, mais les essais s'avèrent peu concluants pour Franchitti, qui manque ainsi sa chance d'accéder à la discipline reine. De retour progressivement à son meilleur niveau, il termine 7e du championnat 2001 avec une victoire sur le circuit de Cleveland, et 4e du championnat en 2002 avec 3 victoires.

### Les années IndyCar Series

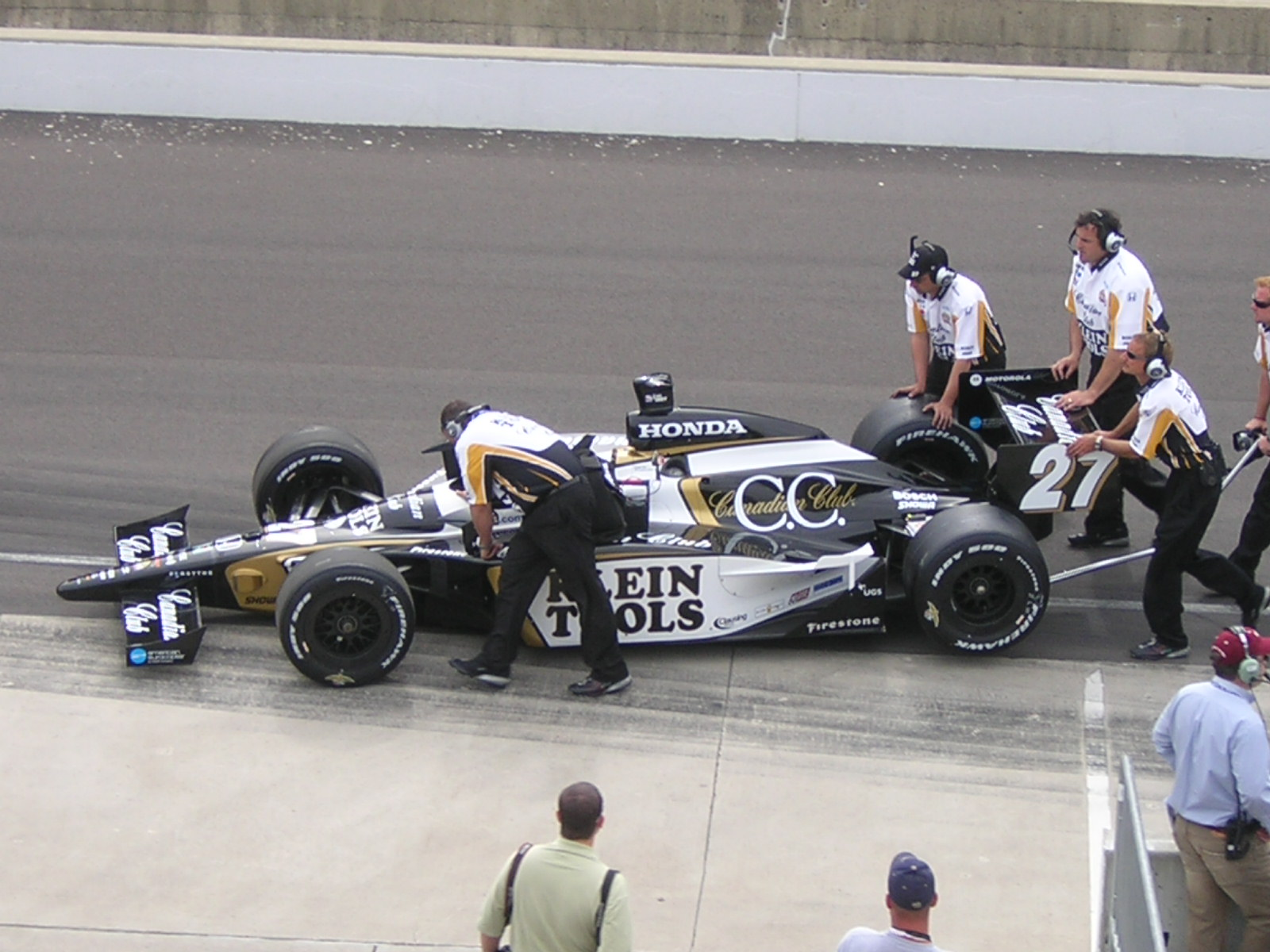
Dario Franchitti lors de l'Indy 500 2006 (7e sur Dallara-Honda).

En 2003, Franchitti suit son écurie Green (devenue Andretti-Green) dans le championnat Indy Racing League, concurrent du CART. Sa première saison est grandement perturbée à la suite d'un accident de moto survenu lors de vacances en Écosse au mois d'avril: sérieusement touché aux vertèbres, il manque l'Indianapolis 500 et fait son retour au volant au bout de seulement quelques semaines. Mais redoutant les conséquences pour sa santé de ce retour prématuré, il préfère mettre un terme à sa saison afin de se faire opérer. Ce n'est donc qu'en 2004 qu'il dispute sa première saison complète en IRL. Mais malgré plusieurs victoires de 2004 et 2005, Franchitti n'est jamais parvenu à s'affirmer, par manque de régularité, comme un véritable candidat au titre, à l'inverse de ses équipiers Tony Kanaan et Dan Wheldon.
Toujours engagé en IndyCar en 2007, il remporte fin mai les 500 miles d'Indianapolis, interrompus prématurément par la pluie alors qu'il était en tête. D'une remarquable régularité lors des épreuves suivantes, il prend la tête du championnat, avant d'être rattrapé lors des dernières épreuves par Scott Dixon. Il est notamment victime de deux spectaculaires accidents au cours desquels sa voiture est projetées dans les airs, mais dont il se sort indemne. Il décroche finalement le titre lors de l'ultime manche de la saison sur l'ovale de Chicagoland en dépassant Dixon, victime d'une panne d'essence, dans le dernier virage du dernier tour.
Franchitti effectue en parallèle des apparitions dans le championnat American Le Mans Series, au volant d'une Acura LMP2 engagée par Andretti Green Racing. Le 17 mars 2007, en équipage avec Tony Kanaan et Bryan Herta, il a terminé 2e des 12 Heures de Sebring, et premier de la catégorie LMP2.

### Passage en NASCAR

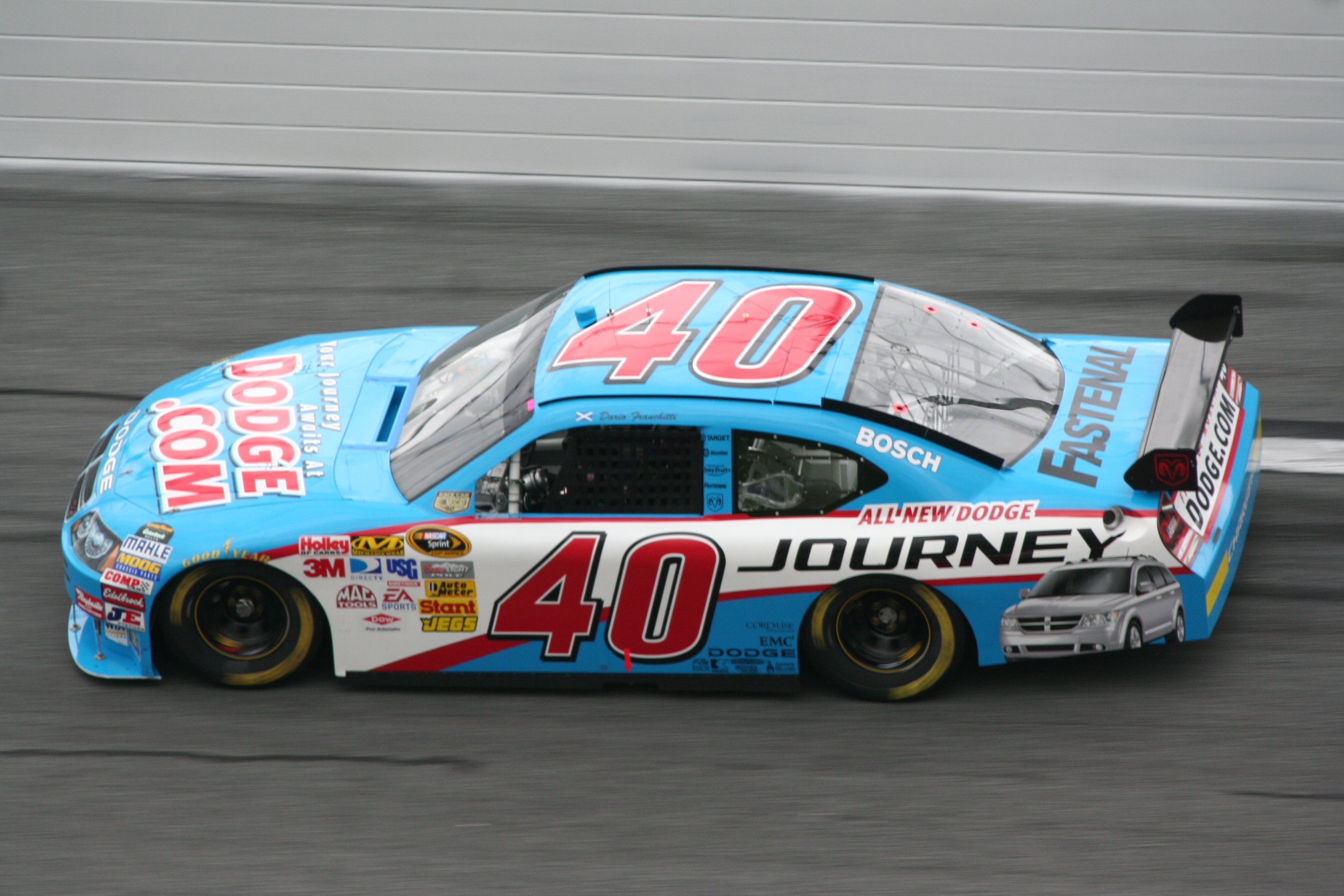
Dario Franchitti sur sa Dodge Charger lors du Daytona 500 2008

À l'issue de la saison 2007, Dario annonce qu'il quitte l'IndyCar pour les courses de stock-car. Recruté pour participer au championnat de NASCAR Cup Series 2008 au sein du Chip Ganassi Racing (avec notamment Juan Pablo Montoya comme équipier), il fait ses débuts en stock-car dès la fin 2007 dans des épreuves d'ARCA RE/MAX Series puis de Truck Series, avant d'effectuer ses grands débuts en NASCAR Cup Series, la première division de la NASCAR à l'occasion du Daytona 500 en février 2008. Quelques semaines plus tôt, il avait dignement fêté son arrivée dans sa nouvelle équipe en remportant les 24 Heures de Daytona.
Ses premiers pas en NASCAR s'avèrent particulièrement difficiles. Après une série de mauvais résultats, il perd son statut de qualifié d'office et manque sa qualification lors de la manche du Texas début avril. Il est ensuite victime fin avril lors d'une manche de Nationwide Series à Talladega d'un violent accident dont il ressort avec une cheville cassée. De retour à la compétition début juin, il continue à signer de mauvais résultats, et manque notamment sa qualification lors de la manche routière de Sonoma. À compter du 1er juillet, il se retrouve sans volant en Sprint Cup à la suite de la décision de Chip Ganassi de mettre un terme à l'engagement de la Dodge no 40 pour raisons budgétaires.

### Retour en IndyCar

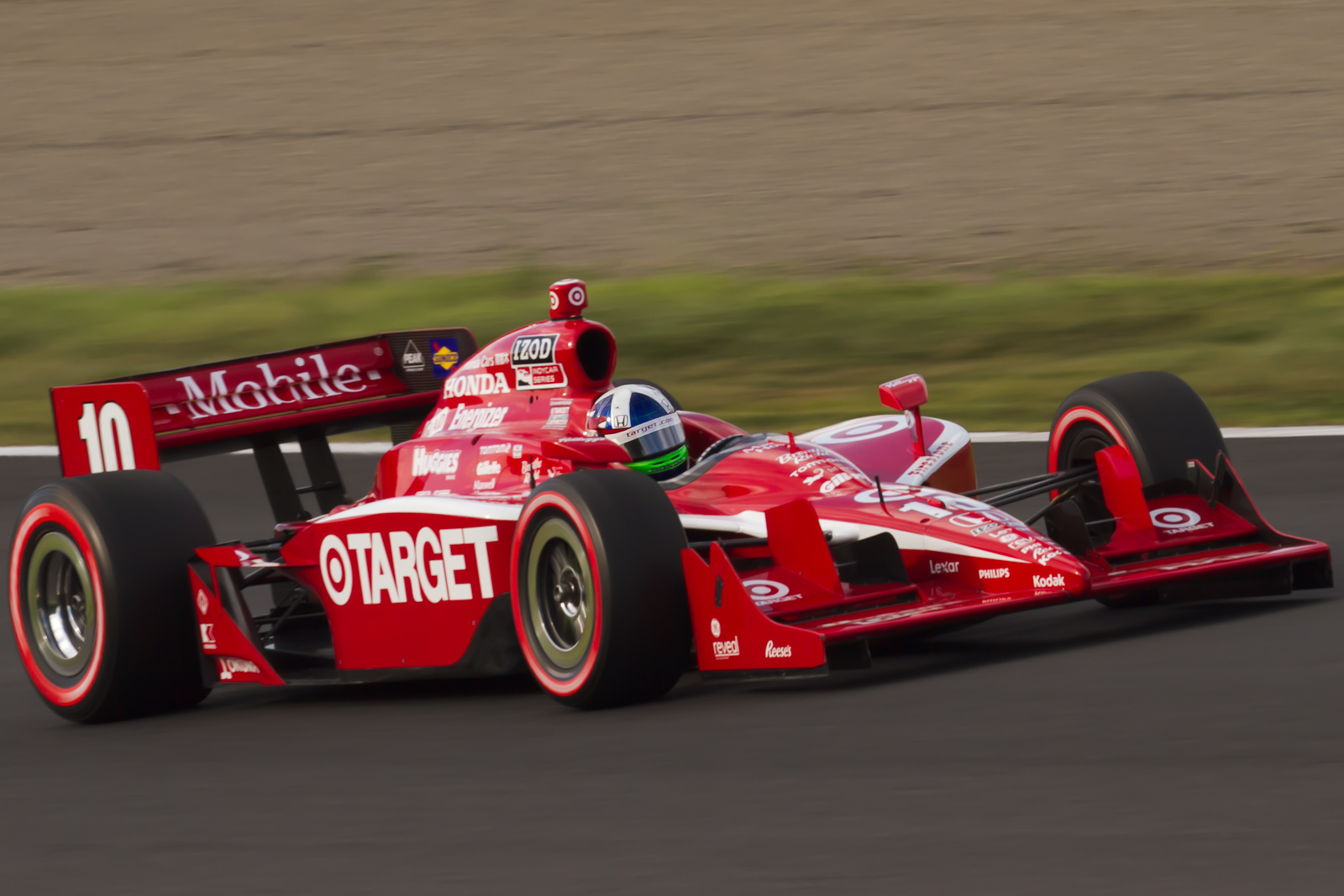
Dario Franchitti à l'Indy Japan 300 en 2011

Dario fait donc son retour en IndyCar, chez Chip Ganassi Racing où il participe à la dernière manche du championnat 2008. En 2009 il lutte pour le titre face à Scott Dixon et Ryan Briscoe. Avec 5 victoires et 15 arrivées dans le top 10, il remporte son second titre dans la discipline avec 11 points d'avance seulement sur Scott Dixon.
En 2010, il remporte une nouvelle fois les 500 miles d'Indianapolis 2010, pour sa première victoire de la saison. Lors des dix courses suivantes, il affiche une certaine régularité en finissant 9 fois dans le top 5, et remporte deux nouvelles victoires. Il devient vite le seul rival du leader du classement général durant la majorité du championnat, Will Power. Il ne le dépasse que lors de la dernière course du championnat, et remporte le titre pour la 3e fois de sa carrière, avec une marge encore plus réduite que les deux derniers : 5 points seulement !
Il lutte une nouvelle pour le titre 2011 face à Will Power. Il arrive à la dernière épreuve de Las Vegas avec quelques points d'avance sur son rival pour le titre. Le championnat va être vite décidé, au 12e tour, un crash impliquant 15 voitures élimine Will Power, il remporte automatiquement la couronne. Mais il va être titré une 4e fois dans des circonstances tragiques : Cet accident a coûté la vie à l'ancien champion Dan Wheldon.
Après un début de saison 2012 moyen, il remporte les 500 miles d'Indianapolis. Malgré quelques places d'honneurs, il ne fera pas de résultats suffisants lors des courses suivantes pour lutter pour le titre, et terminera 7e du championnat.

## Fin de carrière
Victime de plusieurs blessures, dont une fracture de la colonne vertébrale lors d'un accident lors de l'édition 2013 du Grand prix de Houston, le pilote est contraint de mettre un terme définitif à sa carrière en course automobile.

## Palmarès
- Vainqueur des 500 miles d'Indianapolis 2007, 2010 et 2012.
- Vainqueur du championnat IndyCar Series en 2007, 2009, 2010 et 2011
- Vainqueur des 24 Heures de Daytona 2008

## Résultats en Sprint Cup Series
| Année | Voiture       | Équipe              | #  | Courses | Victoires | Poles | Top 5 | Top 10 | Gains       | Classement |
| ----- | ------------- | ------------------- | -- | ------- | --------- | ----- | ----- | ------ | ----------- | ---------- |
| 2008  | Dodge Charger | Chip Ganassi Racing | 40 | 10      | 0         | 0     | 0     | 0      | 1 005 851 $ | 49e        |

## Résultats aux500 milesd'Indianapolis
| Année | Châssis              | Moteur               | Départ               | Arrivée              | Équipe         |
| ----- | -------------------- | -------------------- | -------------------- | -------------------- | -------------- |
| 2002  | Dallara              | Chevrolet            | 28                   | 19                   | Team Green     |
| 2003  | Absent pour blessure | Absent pour blessure | Absent pour blessure | Absent pour blessure | Andretti Green |
| 2004  | Dallara              | Honda                | 3                    | 14                   | Andretti Green |
| 2005  | Dallara              | Honda                | 6                    | 6                    | Andretti Green |
| 2006  | Dallara              | Honda                | 17                   | 7                    | Andretti Green |
| 2007  | Dallara              | Honda                | 3                    | 1                    | Andretti Green |
| 2009  | Dallara              | Honda                | 3                    | 7                    | Ganassi        |
| 2010  | Dallara              | Honda                | 3                    | 1                    | Ganassi        |
| 2011  | Dallara              | Honda                | 9                    | 12                   | Ganassi        |
| 2012  | Dallara              | Honda                | 16                   | 1                    | Ganassi        |

## Indy 500 victorieux

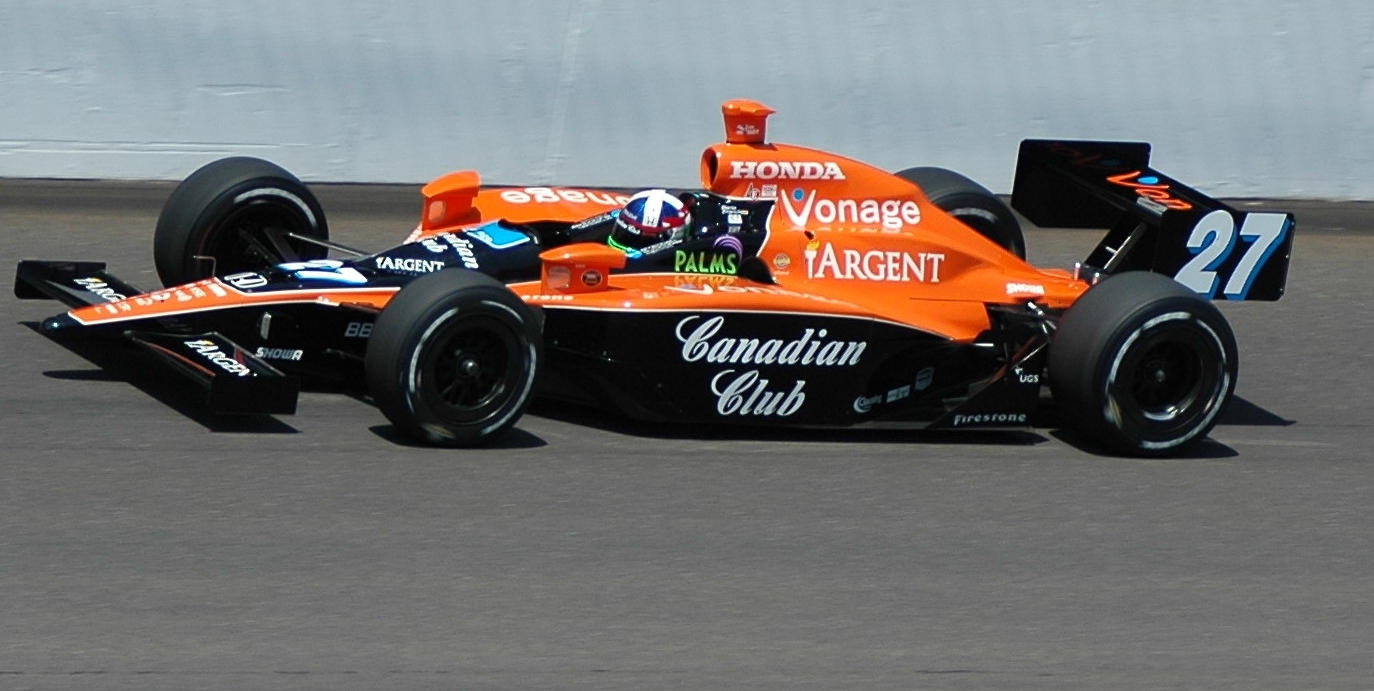
La Dallara-Honda de Andretti Green Racing victorieuse à l'Indy 500 de 2007;
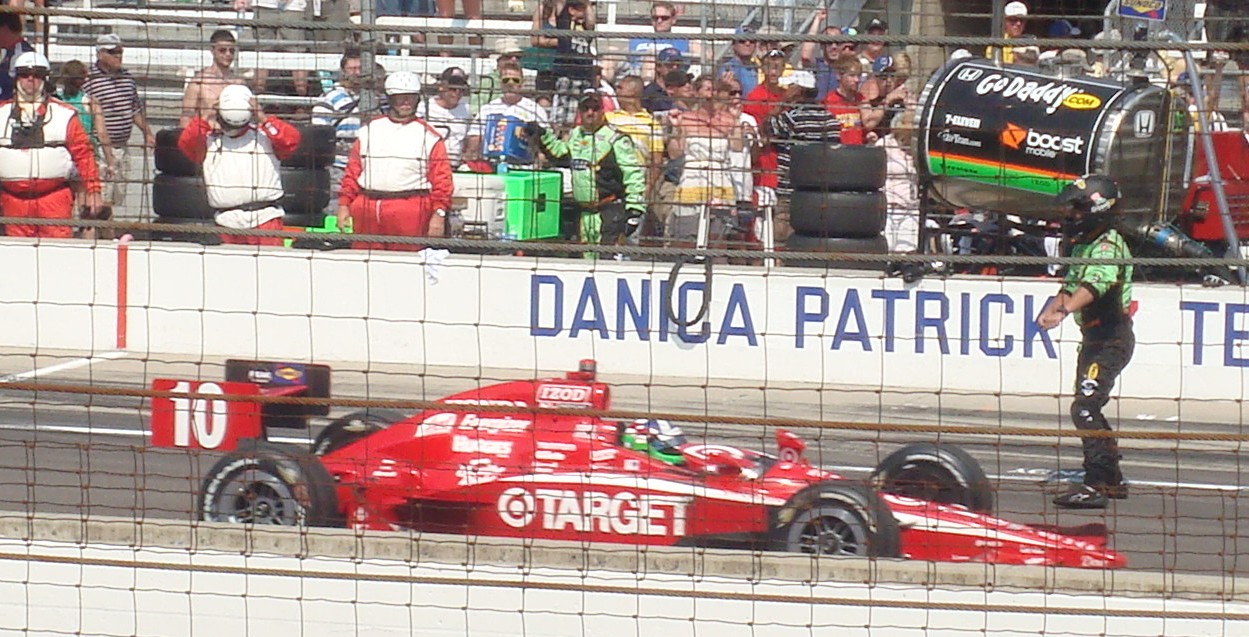
La Dallara-Honda de Chip Ganassi Racing victorieuse de l'Indy 500 de 2010.

## Famille et vie privée
- Dario Franchitti épouse en décembre 2001 à Skibo Castle (en) près de Dornoch en Écosse l'actrice américaine Ashley Judd[3]. Ils divorcent en 2013[4]. Il s'est ensuite remarié avec une anglaise, Eleanor Robb avec qui il a eu deux filles, Sofia (née en novembre 2015) et Valentina (née en février 2019).
- Son jeune frère Marino Franchitti pilote également aux États-Unis, dans le championnat American Le Mans Series. Les deux frères ont fait équipage lors des 24 heures de Daytona 2006. Les frères Franchitti sont cousins avec Paul di Resta, champion DTM 2010 et ancien pilote pour Force India en Formule 1.